# روکا یامایا
روکا یامایا (انگلیسی: Ruka Yamaya؛ زادهٔ ۱۰ فوریهٔ ۱۹۹۵) بازیکن فوتبال اهل ژاپن است.